# Лужнецкий путепровод
Лужне́цкий (Лужнико́вский) путепрово́д — автомобильно-пешеходный путепровод под железнодорожными путями Малого кольца Московской железной дороги, соединяющий улицу Хамовнический Вал с территорией спортивного комплекса «Лужники». Проложен по оси Лужнецкого проезда. Построен в 1954—1956 годах. Длина — 72 м. Авторы проекта — инженер И. Ю. Аршавский и архитектор К. Н. Яковлев (или А. И. Сусоров). Путепровод расположен в районе Хамовники Центрального административного округа.
Иногда этот путепровод путают с безымянным путепроводом, через который проходит главный вход на территорию спортивного комплекса от южного вестибюля станции метро «Спортивная» и на котором частично расположена станция МЦК «Лужники».

## История
В связи со строительством Центрального стадиона имени В. И. Ленина (ныне «Лужники») необходимо было обеспечить доступность этого комплекса со стороны центра Москвы, где находилась насыпь Малого кольца Московской железной дороги. Поэтому одновременно со строительством стадиона строились путепроводы под железнодорожными путями. В 1999 году к югу от путепровода была построена Лужнецкая эстакада. В 2016 году к востоку от путепровода была построена станция МЦК «Лужники».